# Bathyglycinde lindbergi
Bathyglycinde lindbergi är en ringmaskart som först beskrevs av Uschakov 1955.  Bathyglycinde lindbergi ingår i släktet Bathyglycinde och familjen Goniadidae. Inga underarter finns listade i Catalogue of Life.